# Les Autels
Les Autels é uma comuna francesa na região administrativa de Altos da França, no departamento de Aisne. Estende-se por uma área de 5,99 km². Em 2010 a comuna tinha 57 habitantes (densidade: 9,5 hab./km²).